# Пам'ятки архітектури Путивльського району
У Путивльському районі Сумської області на обліку перебуває 25 пам'яток архітектури.
| №  | Назва                                                                                            | Дата спорудження                     | Місце                                                 |
| -- | ------------------------------------------------------------------------------------------------ | ------------------------------------ | ----------------------------------------------------- |
| 1  | Богадільня Миклашевських                                                                         | 20 ст.                               | с. Волокитине                                         |
| 2  | Палацо — парковий ансамбль садиби Миклашевських (Золоті ворота)                                  | 19 ст.                               | с. Волокитине                                         |
| 3  | Успенська церква                                                                                 | 1866                                 | с. Вощинине                                           |
| 4  | Миколаївська церква                                                                              | 1807 .                               | с. Кочерги                                            |
| 5  | Миколаївська церква                                                                              | 19 ст. .                             | с. Линове                                             |
| 6  | Архітектурний комплекс Софроніївського монастиря                                                 | 1757–1911.                           | с. Нова Слобода                                       |
| 7  | Різдва Пресвятої Богородиці (Михайлівська) церква                                                | 1896                                 | с. Нова Слобода                                       |
| 8  | Будинок графа Головіна                                                                           | 19 ст. .                             | м. Путивль, вул. Двохрамна, 28                        |
| 9  | Будинок земської управи                                                                          | 1878-1881                            | м. Путивль, вул. Князя Володимира, 50.                |
| 10 | Будинок купця Брежнєва                                                                           | 19 ст.                               | м. Путивль, вул. Курська, 105                         |
| 11 | Будинок Черепова А.                                                                              | 1914                                 | м. Путивль, вул. Кролевецька, 72.                     |
| 12 | Будинок, у якому мешкав Рябінін І. М.                                                            | 1870-1919 (архіт., іст.)             | м. Путивль, вул. Миколи Маклакова, 67.                |
| 13 | Будинок, у якому мешкав Фесик Я.                                                                 | 1892-1931 (архіт., іст.).            | Путивльський р-н. м. Путивль, вул. Першотравнева, 31. |
| 14 | Будинок церковного притчу Покровської двухрамської церкви                                        | 1865                                 | м. Путивль, вул. Двохрамна, 35                        |
| 15 | Комплекс Мовчанського монастиря                                                                  | 17-19 ст.                            | м. Путивль, вул. Сеймська, 1. ;                       |
| 16 | Курдюмовська богадільня                                                                          | 19 ст.                               | м. Путивль, вул. Курська, 81.                         |
| 17 | Магазин купця Брянцева                                                                           | 1910                                 | м. Путивль, вул. Курська, 65                          |
| 18 | Миколи Козацького св. церква, 1735–1770                                                          | м. Путивль, вул. Першотравнева, 102. |                                                       |
| 19 | Ремісниче училище Маклакова М.                                                                   | 1886                                 | м. Путивль, вул. Миколи Маклакова, 80.                |
| 20 | Садиба генерала Косинського                                                                      | 1906-1910                            | м. Путивль, вул. Горького, 35.                        |
| 21 | Садиба поміщика Єфремова                                                                         | 1824-1836                            | м. Путивль, вул. Благовіщенська, 7, 9, 11.            |
| 22 | Садибний будинок, 20 ст.                                                                         | м. Путивль, вул. Першотравнева, 58.  |                                                       |
| 23 | Спасо-Преображенський собор та надбрамна церква-дзвіниця (Святодухівський монастир), 1617–1754 . | м. Путивль, вул. Соборна, 45         |                                                       |
| 24 | Торгові ряди купців Пономарьових                                                                 | 19 ст.                               | м. Путивль, вул. Курська, 61.                         |
| 25 | Миколаївська церква                                                                              | 1853                                 | с. Яцине                                              |
|    |                                                                                                  |                                      |                                                       |